# Kerivoula
A Kerivoula az emlősök (Mammalia) osztályának a denevérek (Chiroptera) rendjébe, ezen belül a kis denevérek (Microchiroptera) alrendjébe és a simaorrú denevérek (Vespertilionidae) családjába tartozó nem.

## Rendszerezés
A nembe az alábbi 22 faj tartozik:
- Kerivoula africana
- Kerivoula agnella
- Kerivoula argentata
- rezes lepkedenevér (Kerivoula cuprosa)
- etióp lepkedenevér (Kerivoula eriophora)
- Kerivoula flora
- Hardwicke-lepkedenevér (Kerivoula hardwickii)
- Kerivoula intermedia
- Kerivoula kachinensis
- Kerivoula krauensis
- Kerivoula lanosa
- Kerivoula lenis - korábban azonosnak tartották a K. papillosa-val.
- apró lepkedenevér (Kerivoula minuta)
- Kerivoula muscina
- Kerivoula myrella
- Kerivoula papillosa
- Kerivoula pellucida
- Kerivoula phalaena
- tarka lepkedenevér (Kerivoula picta) típusfaj
- Smith-lepkedenevér (Kerivoula smithii)
- Kerivoula titania
- Kerivoula whiteheadi